# Polyglotte
Pour les livres polyglottes, voir Polyglotte (Bible) et Concordancier multilingue.
Une personne polyglotte est une personne qui parle plusieurs langues. Le mot polyglotte vient des racines grecques polus, signifiant « nombreux » et glôtta, signifiant « langue ».
Ceux qui parlent deux langues sont plus spécifiquement appelés bilingues et ceux qui en parlent trois, trilingues et ainsi de suite. Les hyperpolyglottes étant ceux qui au minimum parlent couramment six langues.